# Habrodesmus pumilus
Habrodesmus pumilus är en mångfotingart som beskrevs av Christoph D. Schubart 1939. Habrodesmus pumilus ingår i släktet Habrodesmus och familjen orangeridubbelfotingar. Inga underarter finns listade i Catalogue of Life.